# Nerf stapédien
Le nerf stapédien est une branche motrice du nerf facial.
Il prend naissance dans la portion verticale du canal du nerf facial et passe dans un petit canal de l'éminence pyramidale pour innerver le muscle stapédien.
Ce nerf intervient dans le réflexe stapédien.